# At the Edge of Time
At the Edge of Time ist das neunte Studioalbum der deutschen Metal-Band Blind Guardian.

## Entstehung
Die beiden Vorgängeralben der Band (A Night at the Opera und A Twist in the Myth) waren bei vielen Fans auf große Kritik gestoßen, als Grund wurde neben übermäßigen orchestralen Einflüssen auch der Begriff der Überproduktion des Öfteren genannt. Daher wollten Blind Guardian mit At the Edge of Time wieder etwas weiter zu ihren musikalischen Wurzeln zurückkehren. Direkt im Anschluss an die Veröffentlichung von A Twist in the Myth 2006 begann die Band mit ersten Konzeptionen. Die Chöre für das Album wurden von Thomas „Hacky“ Hackmann, Olaf Senkbeil, Billy King und Stefan Schmidt (Van Canto) eingesungen.

## Erfolg
Das Album stieg im August 2010 auf Platz 2 der deutschen Charts ein und war damit das bislang erfolgreichste Album von Blind Guardian. Auch Platz 9 in Österreich bedeutete die bis dahin höchste Position.

## Lieder
Das Album besteht aus zehn Titeln, von denen einige im Folgenden näher erläutert werden:

### Sacred Worlds
Das Album beginnt mit der längeren Version des Songs Sacred Worlds, der gekürzt im Oktober 2009 bereits bei einem Konzert der Band im Rollenspiel Sacred 2: Fallen Angel veröffentlicht wurde.
Das Stück beginnt mit einem orchestralen Intro, das zwischen ruhigeren Abschnitten und Teilen mit anschwellender Musik, begleitet von Chor, wechselt. Das Wechselschema zwischen ruhigen und lauteren, schnelleren Parts zieht sich insgesamt durch das ganze Stück, gegen Ende und in den Refrains wird das Stück jedoch überwiegend lauter und schneller. In einigen Teilen wird Leadsänger Hansi Kürsch von einem Chor unterstützt.
Es erzählt frei den Leidensweg des in Sacred 2 existierenden Schattenkriegers und die Situation in der Welt Ancaria.

### Tanelorn (Into the Void)
Dieses Lied basiert auf Michael Moorcocks Am-Ende-der-Zeit-Zyklus. Konkret geht es um Elric von Melniboné.

### Road of No Release
Dieses Lied ist an Position drei im Album und ein starker Kontrast zum Lied davor, da es am Anfang ein recht langsames Tempo hat.
Eingeleitet wird dieses Lied von Klavierklängen, die später in Trommel- und Elektrogitarrenklänge untergehen. Die Melodie verbreitet schon recht früh eine etwas gedrückte Stimmung.
Im Lied selbst handelt es sich um die Geschichte einer Wiederbelebung aus den Blickwinkeln von mehreren Personen, die alle von Hansi gesungen werden. Nur beim Refrain hat er Unterstützung.

### Ride into Obsession
In diesem Stück wird der Protagonist der Fantasy-Reihe Das Rad der Zeit thematisiert, insbesondere seine Reinkarnation über die verschiedenen Zeitalter der Welt hinweg sowie sein Schicksal, unweigerlich dem Wahnsinn anheimfallen zu müssen.

### Curse My Name
Diesem Song liegt mit The Tenure of Kings and Magistrates eine politische Schrift John Miltons zugrunde, in der dieser die Hinrichtung Karls I. von England rechtfertigt.

### Wheel of Time
Das zweite Stück des Albums, welches sich mit der Welt des Rads der Zeit beschäftigt. Kernthema des Liedes ist die zyklische Natur dieser fiktiven Welt, in der sich ohne Anfang und Ende – eben einem Rad gleich – die Zeitalter der Welt immer wiederholen.

### War of the Thrones
War of the Thrones beschreibt George R. R. Martins A Game of Thrones. In dem Lied geht es um den Marsch der Anderen und die Gedankenwelt der Hauptcharaktere.

### A Voice in the Dark
Dieses Lied handelt ebenfalls von A Game of Thrones. Es behandelt den Traum, den Bran Stark während seines Komas hat, nachdem er von einem Turm gestoßen wurde. Im Traum erscheint ihm eine dreiäugige Krähe, die ihm, während er auch im Traum stürzt, fliegen beibringen will.

## Titelliste
1. Sacred Worlds – 9:17
2. Tanelorn (Into the Void) – 5:58
3. Road of No Release – 6:30
4. Ride into Obsession – 4:46
5. Curse My Name – 5:52
6. Valkyries – 6:38
7. Control the Divine – 5:26
8. War of the Thrones – 4:55
9. A Voice in the Dark – 5:41
10. Wheel of Time – 8:55

- Bonus-CD

1. Sacred Worlds (Pre-Production-Version) – 6:49 • Version, die auch im Videospiel Sacred 2 veröffentlicht wurde
2. Wheel of Time (Orchestral Version) – 8:55
3. You’re the Voice (Radio Edit) – 3:36 • Coverversion der Single You’re the Voice von John Farnham
4. Tanelorn (Into the Void) (Demo) – 5:59
5. Curse My Name (Demo) – 4:42
6. A Voice in the Dark (Demo) – 5:40
7. Sacred – 6:17 • Video des „Konzerts“ der Band im Spiel Sacred 2 mit dem Titel Sacred Worlds
8. A Journey to the Edge of Time (Studio Documentary) – 19:18 • Dokumentation zur Entstehung des Albums

## Editionen
| Name             | Inhalt                              | Erhältlich           | Sonstiges                         |
| ---------------- | ----------------------------------- | -------------------- | --------------------------------- |
| CD               | Album                               | CD-Händler, Internet |                                   |
| DIGI 2-CD        | Album, Bonus-CD                     | CD-Händler, Internet | Sonderedition bei EMP erhältlich* |
| Picture 2-LP     | Album auf 2 LPs                     | CD-Händler, Internet |                                   |
| LTD. Boxset 4-LP | Album auf 2 LPs, Bonus-CD auf 2 LPs | Internet             |                                   |

* Der Internet-Versandhändler EMP verkaufte die DIGI-2-CD exklusiv mit einer Flagge des Albumcovers.